# Ramsthal
Ramsthal is een plaats in de Duitse deelstaat Beieren, en maakt deel uit van het Landkreis Bad Kissingen.
Ramsthal telt 1.085 inwoners.
Aura a.d. Saale ·
Bad Bocklet ·
Bad Brückenau ·
Bad Kissingen ·
Burkardroth ·
Elfershausen ·
Euerdorf ·
Fuchsstadt ·
Geroda ·
Hammelburg ·
Maßbach ·
Motten ·
Münnerstadt ·
Nüdlingen ·
Oberleichtersbach ·
Oberthulba ·
Oerlenbach ·
Ramsthal ·
Rannungen ·
Riedenberg ·
Schondra ·
Sulzthal ·
Thundorf i.UFr. ·
Wartmannsroth ·
Wildflecken ·
Zeitlofs